# Barany (sielsowiet Obrub)
Barany (biał. Бараны, Barany; ros. Бараны, Barany) – wieś na Białorusi, w obwodzie witebskim, w rejonie głębockim, 10 km na południowy wschód od Głębokiego. Wchodzi w skład sielsowietu Obrub.
Wieś duchowna położona była w końcu XVIII wieku w województwie połockim.

## Historia
W 1870 roku wieś leżała w wołoście Głębokie, w powiecie dziśnieńskim guberni wileńskiej. W 1865 roku było tu 38 dusz rewizyjnych.
W okresie międzywojennym wieś leżała w granicach II Rzeczypospolitej w gminie wiejskiej Głębokie, w powiecie dziśnieńskim, w województwie wileńskim.
Według Powszechnego Spisu Ludności z 1921 roku zamieszkiwało tu 207 osób, 26 było wyznania rzymskokatolickiego, 181 prawosławnego. Jednocześnie wszyscy mieszkańcy zadeklarowali białoruską przynależność narodową. Było tu 40 budynków mieszkalnych. W 1931 w 42 domach zamieszkiwało 212 osób.
Wierni należeli do parafii rzymskokatolickiej w Baranach i prawosławnej w Głębokiem. Miejscowość podlegała pod Sąd Grodzki w Głębokiem i Okręgowy w Wilnie; właściwy urząd pocztowy mieścił się w Głębokiem.
Po agresji ZSRR na Polskę w 1939 roku wieś znalazła się pod okupacją sowiecką, w granicach BSRR. W latach 1941–1944 była pod okupacją niemiecką. Następnie leżała w BSRR. Od 1991 roku w Republice Białorusi.